# Holcocera messelinella
Holcocera messelinella é uma espécie de mariposa do gênero Holcocera pertencente à família Coleophoridae.